# Chamber Orchestra of Europe
Das Chamber Orchestra of Europe (COE) ist ein Kammerorchester. Es wurde 1981 gegründet und hat 60 Mitglieder aus verschiedenen europäischen Ländern. Das Management des Orchesters hat seinen Sitz in London. Die Orchestermusiker selbst reisen jedoch zu Proben und Konzerten aus ihren Heimatländern an, da das Orchester keine Vollzeit-Institution ist, sondern auf Projektbasis arbeitet und über keinen permanenten Standort verfügt. Zu den Konzertsälen, in denen das Chamber Orchestra of Europe häufiger zu hören ist, gehören die Alte Oper in Frankfurt am Main, die Kölner Philharmonie, das Festspielhaus Baden-Baden, das Concertgebouw in Amsterdam und die Philharmonie de Paris. Außerdem spielt das Orchester regelmäßig bei der styriarte in Graz, dem Lucerne Festival in der Schweiz, den Salzburger Festspielen, den Proms in London und beim Beethovenfest in Bonn.
Die Mitglieder des COE verfolgen parallel zu ihrer Orchestertätigkeit Karrieren als internationale Solisten, als Stimmführer von nationalen Orchestern sowie als Kammermusiker, Dozenten und Professoren.

## Geschichte
Das Orchester entstand 1981, als einige Musiker des European Community Youth Orchestra (ECYO) die für dieses Orchester vorgegebene Altersgrenze von 23 Jahren erreicht hatten. Da sie den Wunsch hatten, weiterhin gemeinsam zu musizieren, entstand der Plan zur Gründung eines neuen, professionellen Kammerorchesters. Der damalige Musikdirektor des ECYO, Claudio Abbado, sagte seine Unterstützung für das Vorhaben zu und fungierte als Mentor des neugegründeten Orchesters. Die erste Europatournee des Orchesters mit Abbado verschaffte dem Chamber Orchestra of Europe Aufmerksamkeit, die durch Schallplattenpreise für Aufnahmen von Werken von Rossini und Schubert mit Abbado noch gesteigert wurde.
Neben Abbado pflegte das Orchester eine besonders enge Beziehung zum österreichischen Dirigenten Nikolaus Harnoncourt, der mit seiner Ehefrau Alice sowie dem Dirigenten Bernard Haitink und dem Pianisten András Schiff Ehrenmitglied des Chamber Orchestra of Europe war. Mit Harnoncourt spielte das Orchester u. a. die neun Sinfonien von Ludwig van Beethoven ein. Diese Aufnahme wurde mit zahlreichen internationalen Schallplattenpreisen ausgezeichnet.
Das Chamber Orchestra of Europe arbeitet mit vielen Schallplattenfirmen zusammen und hat mehr als 250 Aufnahmen produziert mit Dirigenten wie Claudio Abbado, Paavo Berglund, Nikolaus Harnoncourt, Thomas Hengelbrock und Yannick Nézet-Séguin. Mehrere Aufnahmen des Orchesters gewannen u. a. drei Gramophone Awards und zwei Grammy Awards. Das COE war das erste Orchester, das mit COE Records, in Zusammenarbeit mit ASV Records, sein eigenes Label gegründet hat. Mittlerweile wird es von Universal Music Group vertrieben.
Das COE trug von 2007 bis 2013 den Titel European Cultural Ambassador und wird vom Kulturprogramm der Europäischen Kommission unterstützt. Unter den Förderern des Orchesters sind die Gatsby Charitable Foundation und der Underwood Trust.
Das Chamber Orchestra of Europe soll ab dem Jahr 2021 im Casals Forum in Kronberg im Taunus beheimatet sein.[veraltet]

## Diskografie
Literatur von und über Chamber Orchestra of Europe im Katalog der Deutschen Nationalbibliothek

## Auszeichnungen (Auswahl)
- 2018: Opus Klassik für die Konzerteinspielung des Jahres[8]